# الإسلام والديمقراطية
هناك عدد من وجهات النظر حول العلاقة بين الإسلام والديمقراطية تناولها عدد من المنظرين السياسيين الإسلاميين والجمهور الإسلامي العام والمؤلفين الغربيين.
رفض بعض المفكرين الإسلاميين المعاصرين، الذين حظيت أفكارهم بشعبية خاصة في سبعينيات وثمانينيات القرن العشرين، الفكرة التي تدعي أن الديمقراطية فكرة أجنبية لا تتفق مع الإسلام. جادل آخرون بأن المفاهيم التقليدية مثل الشورى والمصالح المرسلة والعدل تفسر المؤسسات الحكومية التمثيلية التي تشبه الديمقراطية الغربية، ولكنها تعكس القيم الإسلامية لا الغربية. لا يزال البعض الآخر يقدم نماذج ديمقراطية ليبرالية للسياسة الإسلامية القائمة على التعددية وحرية الفكر. أيد بعض المفكرين المسلمين وجهات نظر العلمانية عن الإسلام.
تُمثَّل العديد من المواقف المختلفة التي تتعلق بالديمقراطية بين عامة المسلمين، إذ تشير استطلاعات الرأي إلى أن الأغلبية في العالم الإسلامي ترغب في نموذج سياسي حيث يمكن للمؤسسات والقيم الديمقراطية أن تتعايش مع قيم ومبادئ الإسلام، ولا ترى أي تناقض بين الاثنين. في الممارسة العملية، غالبًا ما تميز التاريخ السياسي للعالم الإسلامي الحديث بالممارسات غير الديمقراطية في الدول ذات الطابع العلماني والديني. اقترح المحللون عدة أسباب لذلك تضمنت إرث الاستعمار والثروة النفطية والصراع العربي الإسرائيلي والحكام العلمانيين السلطويين و«عقلية الإسلام» والأصولية الإسلامية.

## الديمقراطية قبل الإسلام
ظهرت الديمقراطية بداية في الفكر السياسي والفلسفي الإغريقي. يعد الفيلسوف الإغريقي أفلاطون من أوائل من أشار للديمقراطية حيث قارنها بالملكية أو حكم الفرد،الأوليغارشية أو حكم القلة، والتيموقراطية أو الحكم الإقطاعي. ورغم أن العديد من الباحثين يعدون الديمقراطية الأثينية شكلا من أشكال الديمقراطية المباشرة، إلا أنها كانت في الواقع جزئين مستقلين: ديمقراطية المختارين وديمقراطية العامة. من الجدير بالذكر أن الديمقراطية كانت حكرا على المواطنين الذكور الأحرار الذين ولدوا لأباء من أثينا وقامو بتأدية الخدمة العسكرية بين سني 18 و 20 سنة، الأمر الذي يعني أن طائفة كبيرة من سكان أثينا كانت مستثناة من المشاركة في العمل السياسي.
من الأنظمة الإخرى التي يمكن وصفها بالديمقراطية نظام دويلات المدن السومرية. ونظام حكم المدان في إيران حيث كانت هنالك حقوق معترف بها لجميع مواطني الدولة.

## الديمقراطية والإسلام
تنظم العديد من النصوص الشرعية (القرآن والسنة) أوجه نظام الحكم. ورغم وجود عدة اختلافات بين مدارس الفكر الإسلامية، إلا أن الخطوط العريضة تتلخص في ركيزتين أساسيتين هما:
- البيعة: تنقسم إلى بيعة خاصة وهي أن يقوم أهل الحل والعقد من العلماء والفضلاء ووجوه الناس بمبايعة ولي الأمر على السمع والطاعة ما لم تكن في معصية. ثم تكون البيعة العامة والتي يبايع فيها جميع أفراد المجتمع حيث يبايع الرجال بالمصافحة والنساء بالقول. وهنالك العديد من الآيات والأحاديث التي ذكرت البيعة كقول الله في سورة الفتح - أية 18 و 19 (لَقَدْ رَضِيَ اللَّهُ عَنِ الْمُؤْمِنِينَ إِذْ يُبَايِعُونَكَ تَحْتَ الشَّجَرَةِ فَعَلِمَ مَا فِي قُلُوبِهِمْ فَأَنْزَلَ السَّكِينَةَ عَلَيْهِمْ وَأَثَابَهُمْ فَتْحًا قَرِيبًا. وَمَغَانِمَ كَثِيرَةً يَأْخُذُونَهَا وَكَانَ اللَّهُ عَزِيزًا حَكِيمًا.) وقول الرسول صلى الله عليه وسلم: «من مات وليس في عنقه بيعة مات مِيتة جاهلية» [10]
- الشورى: ذكرت في القرآن الكريم في سورة الشورى آية 38: (وَالَّذِينَ اسْتَجَابُوا لِرَبِّهِمْ وَأَقَامُوا الصَّلآةَ وَأَمْرُهُمْ شُورَى بَيْنَهُمْ وَمِمَّا رَزَقْنَاهُمْ يُنْفِقُونَ). يتفق أغلب المفسرين أن هذه الآية توصي المسلمين بالتشاور قبل إتخاذ أي قرارات ما لم تتعلق بأحكام الشريعة، ولم تحدد الآية شروطا للمشاركين في المشورة، إلا أنها أمرت بها كطريقة لصنع القرار.[11] وذكرت الشورى في آيات أخرى تحض محمدا صلى الله عليه وسلم أن يشاور أصحابه (سورة آل عمران - أية 159: فَبِمَا رَحْمَةٍ مِنَ اللَّهِ لِنْتَ لَهُمْ وَلَوْ كُنْتَ فَظًّا غَلِيظَ الْقَلْبِ لَانْفَضُّوا مِنْ حَوْلِكَ فَاعْفُ عَنْهُمْ وَاسْتَغْفِرْ لَهُمْ وَشَأوِرْهُمْ فِي الْأَمْرِ فَإِذَا عَزَمْتَ فَتَوَكَّلْ عَلَى اللَّهِ إِنَّ اللَّهَ يُحِبُّ الْمُتَوَكِّلِينَ).

## المفاهيم السياسية التقليدية

### القرآن
يرى الديمقراطيون المسلمون بمن فيهم أحمد موصلّي (أستاذ العلوم السياسية في الجامعة الأمريكية في بيروت)، أن مفاهيم القرآن الكريم تشير إلى شكل من أشكال الديمقراطية أو على الأقل هي بعيدة كل البعد عن الاستبداد. تشمل هذه المفاهيم الشورى والإجماع والحرية والحقوق الشرعية. على سبيل المثال، يمكن أن تشمل الشورى (سورة آل عمران- 3: 159، سورة الشورى 42: 38) انتخاب القادة لتمثيل المجتمع والحكم نيابة عنه. بالتالي لا تتعارض حكومة الشعب بالضرورة مع حكم الإسلام، في الوقت الذي يجادل آخرون بأن الحكم من قبل سلطة دينية ليس نفسه الحكم من ممثل عن الله. في جميع الأحوال، تعد وجهة النظر هذه موضع خلاف من قبل المسلمين التقليديين.

### الإسلام السني
لم تكن مداولات الخلافة الإسلامية ولاسيما الخلافة الراشدة ديمقراطية بالمعنى الحديث، إذ تقع سلطة اتخاذ القرار على عاتق مجلس من صحابة الرسول محمد وممثلين عن القبائل المختلفة (يُختارون ويُنتخبون داخل قبائلهم).
يحصل رئيس الدولة المعروف باسم الخليفة على منصبه بناءً على رأي السلطة السياسية لخلافة محمد التي تُنتخب بناءً للسنة بشكل مثالي من قبل الشعب أو ممثليهم، كما في حالة انتخاب أبو بكر وعمر بن الخطاب وعثمان وعلي كخلفاء. امتلك الخلفاء في العصر الذهبي الإسلامي بعد عهد الخلفاء الراشدين، درجة أقل بكثير من المشاركة الجماعية، ولكن «لم يتميز أي شخص عن آخر إلا على أساس التقوى والفضيلة» في الإسلام، وعقد الحكام المسلمون مشاورات عامة مع الناس في شؤونهم اتباعًا لنهج محمد.
لطالما قيدت طبقة الباحثين وعلماء الإسلام السلطة التشريعية للخليفة (أو لاحقًا، السلطان)، وتتألف هذه الطبقة من مجموعة تُعتبر حامية للشريعة الإسلامية. بما أن القانون جاء من علماء القانون فقد منع هذا الخليفة من إملاء النتائج القانونية. تأسست أحكام الشريعة على اعتبارها أحكامًا موثوقة تستند إلى إجماع علماء الشريعة (الشورى) الذين تصرفوا نظريًا كممثلين للأمة (المجتمع الإسلامي). بعد انتشار كليات الشريعة (المدارس الإسلامية) على نطاق واسع ابتداءً من القرن الحادي عشر والثاني عشر الميلادي، كان على الطالب في كثير من الأحيان الحصول على إجازة التفسير والإفتاء («رخصة لتدريس وإصدار فتاوى شرعية») من أجل إصدار الأحكام الشرعية. عمل القانون الإسلامي الكلاسيكي من نواح كثيرة بصفته قانونًا دستوريًا.

### الشيعة
بحسب الفقه الشيعي، عين محمد صهره وابن عمه عليّ كخليفة له (كقائد، بما أن محمد هو النبي الأخير)، وبالتالي يكون الخلفاء الثلاثة الأوائل من بين الأربعة المنتخبين «الراشدين بحق» والمعترف بهم من قبل السنة (عليّ هو الرابع)، مغتصبين على الرغم من أنهم «انتُخبوا» من خلال نوع من المداولة المألوفة (التي لا يقبلها الشيعة باعتبارها ممثلًا عن المجتمع المسلم في ذاك الوقت). تعترف أكبر مجموعة شيعية –فرع الاثنا عشر–- بسلسلة من الأئمة الإثني عشر، الذين ما يزال آخرهم (محمد المهدي، الإمام المخفي) حسب زعمهم على قيد الحياة وينتظر الشيعة ظهورهم من جديد.

## الديمقراطية في العالم الإسلامي اليوم

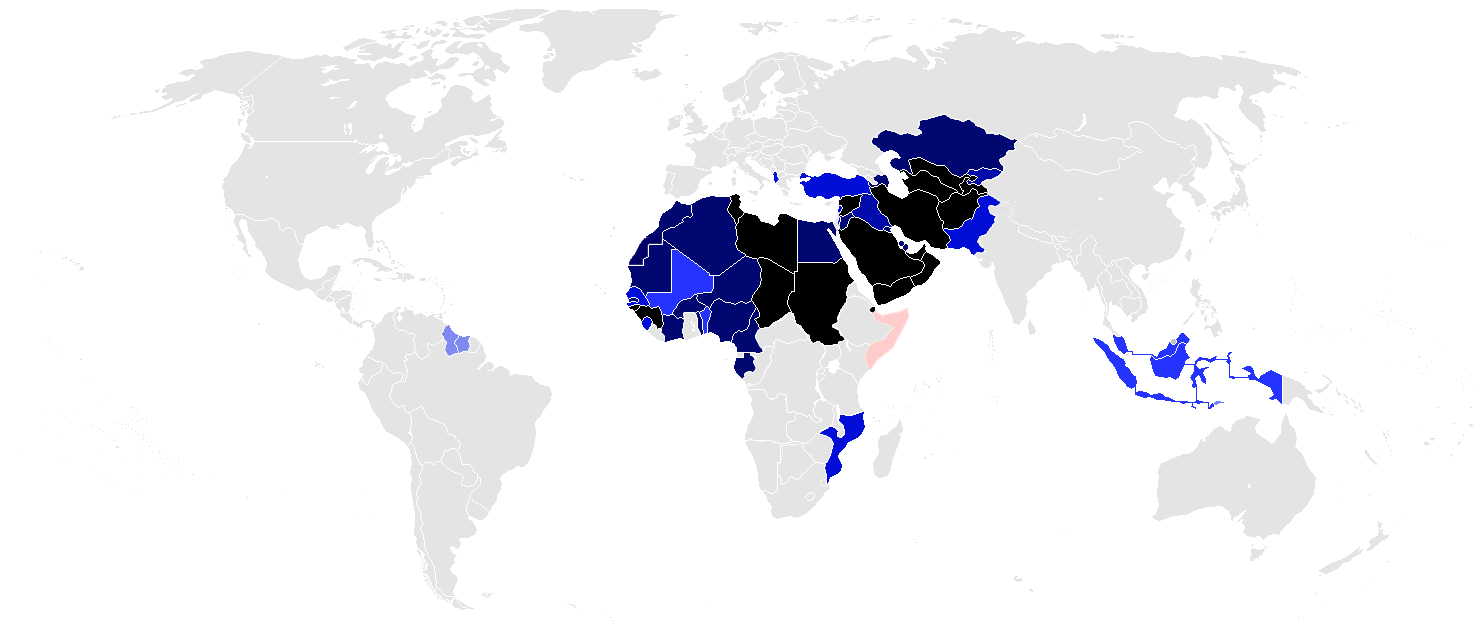
تقييم الدول الأعضاء في منظمة المؤتمر الإسلامي حسب تقييم الإيكونوميست للديمقراطية في العالم سنة 2010.
ديموقراطية كاملة
10-9
9-7.95 ديموقراطية ذات شوائب
7.95-7
7-6 نظام مختلط بين الديمقراطية وغيرها
6-4.5
4.5-3.95 نظام غير ديمقراطي
3.95-3
3-0 معلومات غير متوفرة
N/A

نظرا للتغيرات العديدة التي حدثت في العالم الإسلامي في القرنين التاسع عشر والعشرين وسقوط أغلب دول العالم الإسلامي تحت سطوة المستعمر، فإن نظام الحكم الإسلامي قد اختفى تماما من الساحة واستبدل بنظم وطرق مغايرة كالديمقراطية والشيوعية. استبدلت الدول طرق الحكم واستحدثت دساتير جديدة تدعي تطبيق الديمقراطية. ورغم هذا الإدعاء إلا أن الدراسات والتقييمات التي تقوم بها مؤسسات مختصة غير حكومية تصنف أنظمة الحكم في الدول الإسلامية بأنها غير ديمقراطية كما هو واضح في تقييم الإيكونوميست للديمقراطية في العالم.
يمكن تصنيف النظم الديمقراطية في الدول الإسلامية حسب المدى الذي يلعب فيه الإسلام دورا في إدارة وتسيير شؤون الدولة. تعترف أغلب الدول الإسلامية بالإسلام دينا رسميا للدولة إلا أن بعض القوانين التي تحكم عددا من هذه البلدان قد تخالف النصوص الشرعية وبالتالي فإن هذه البلدان تعتمد خليطا من الديمقراطية والإسلام إلى حد ما في إدارة شئونها، وتقوم دول أخرى بفصل الدين عن الدولة وتطبيق الديمقراطية الشاملة. بينما تقوم دول أخرى تطبيق الشريعة الإسلامية والنصوص الشرعية في إدارة شئون الدولة وترفض الديمقراطية. وفي كلا الحالتين فإن تطبيق الديمقراطية ضعيف، ويصعب القول أن الدول الإسلامية ديمقراطية دون إبداء أية ملاحظات حول تطبيقها للديموقراطية.

## أوجه التشابه بين الديمقراطية والشورى
يتفق الإسلام مع الديمقراطية من حيث إعطاء العامة حق إبداء الرأي ومشاورة الحكام للمحكومين، كما أن الإسلام يأمر بتطبيق المساواة بين أفراد المجتمع وتحقيق العدالة في العديد من النصوص الشرعية كقول الله سبحانه وتعالى (سورة آل عمران - آية 159: فَبِمَا رَحْمَةٍ مِنَ اللَّهِ لِنْتَ لَهُمْ وَلَوْ كُنْتَ فَظًّا غَلِيظَ الْقَلْبِ لَانْفَضُّوا مِنْ حَوْلِكَ فَاعْفُ عَنْهُمْ وَاسْتَغْفِرْ لَهُمْ وَشَأوِرْهُمْ فِي الْأَمْرِ فَإِذَا عَزَمْتَ فَتَوَكَّلْ عَلَى اللَّهِ إِنَّ اللَّهَ يُحِبُّ الْمُتَوَكِّلِينَ). وقوله سورة الشورى آية 38: وَالَّذِينَ اسْتَجَابُوا لِرَبِّهِمْ وَأَقَامُوا الصَّلآةَ وَأَمْرُهُمْ شُورَى بَيْنَهُمْ وَمِمَّا رَزَقْنَاهُمْ يُنْفِقُونَ). وقول الرسول صلى الله عليه وسلم فيما رواه مسلم «الدين النصيحة (ثلاثا) قلنا لمن يا رسول الله؟ قال لله ولكتابه ولرسوله ولأئمة المسلمين وعامتهم».

## أوجه الخلاف بين الديمقراطية والشورى
على الرغم من أن هنالك العديد من نقاط التشابه بين النظامين، إلا أن أوجه الاختلاف تتلخص فيما يلي:
- حقوق أفراد الشعب: يرجع الاختلاف هنا إلى تعريف المواطنة، فالحقوق التي كفلها الإسلام للمواطنين تشترط بكون هذا المواطن مسلما، حيث أن لغير المسلمين قوانين وحقوقا تختلف عن حقوق المسلمين في جوانب معينة.
- الشورى: تطبق الشورى في كل الأمور ما خلا الأحكام الشرعية، وبالتالي فإنه ليس لأحد سواء أكان حاكما أم محكوما الحق في تغيير حكم شرعي ثابت بنص.
- البيعة: لا يجوز نقض البيعة، إلا لأسباب واضحة ومحددة مثل فعل يخالف الشريعة أو يخالف شروط البيعة، بينما تمنح الديمقراطية التمثيلية الحق للشعب بنقض اختياره لولي الأمر.

هذا ومن الجدير بالذكر أن الحكم في الإسلام يقوم على أحد أساسين: البيعة أو الشورى. إلا أنه لا توجد نصوص تأمر بإتخاذ نظام حكم معين. لذا فإن الإسلام لا يتعارض مع النظام الملكي أو الجمهوري، ويمنح الإسلام طبقا لمبدأ الشورى للمسلمين الحق باختيار نظام الحكم الذي يناسبهم ويناسب وقتهم ما لم يتخلل ذلك أي مانع شرعي.
البيعة: يجوز نقد البيعة لسبب شرعي